# Joke Geldhof
Joke Geldhof (Amsterdam, 6 september 1960) is een Nederlands politica en bestuurster. Ze is lid van D66.

## Opleiding en loopbaan
Geldhof ging van 1972 tot 1979 naar het Cartesius Lyceum in Amsterdam en studeerde van 1979 tot 1983 Confectie industrie aan de HTS Meester Koetsier in Amsterdam. Tussen 1983 en 2003 was zij werkzaam bij Inkoopcombinatie Nederland en MODINT. Namens branchevereniging Fenecon (de voorganger van MODINT) bepleitte zij een herziening van de confectiematen.

## Gemeente Amsterdam
Geldhof is sinds 1990 politiek actief voor D66. Zij is onder meer lid en voorzitter van diverse campagneteams en programmacommissies geweest op deelraads- gemeenteraads- en provincieniveau. Van 1990 tot 1994 was zij bestuurslid van D66 van de afdeling Geuzenveld-Slotermeer, vanaf 1991 als voorzitter. Ze was van 1991 tot 1994 namens D66 duoraadslid in Geuzenveld-Slotermeer. Van 1994 tot 1998 was zij er lid van de stadsdeelraad en fractievoorzitter van D66. Van 1998 tot 2000 was was zij bestuurslid van D66 in Amsterdam.

## Provincie Noord-Holland
Geldhof was van 1999 tot 2011 lid van de Provinciale Staten van Noord-Holland, vanaf 2003 als fractievoorzitter van D66. Binnen de Staten was zij van 2004 tot 2005 voorzitter van de werkgroep Kenniseconomie en Innovatie en lid van de werkgroep Willem Arondéuslezing. Van 2007 tot 2011 was zij voorzitter van de commissie Water, Agrarische Zaken, Milieu, Economie en Natuur. Van 2008 tot 2009 was zij voorzitter van de provinciale onderzoekscommissie naar verloren € 98 miljoen van Landsbanki en Lehman Brothers. Ze stond op plek 46 van de kandidatenlijst van D66 voor de Tweede Kamerverkiezingen van 2010.
Geldhof was van 2011 tot 2019 lid van de Gedeputeerde Staten van Noord-Holland. Van 2011 tot 2015 had zij in haar portefeuille Water, Wonen & Waddenzee en van 2015 tot 2019 Ruimte & Wonen. Als gedeputeerde heeft zij zich onder meer ingezet voor de zandige kustversterking van de Hondsbossche en Pettemer zeewering, Omgevingsvisie Noord-Holland 2050 en UNESCO Werelderfgoed de Stelling van Amsterdam.

## Waterschap Hollandse Delta
Geldhof werd op 10 november 2021 benoemd tot lid van het algemeen bestuur en heemraad van Hollandse Delta. In haar portefeuille had zij Waterketen (inclusief Zuiveren, Slibstrategie, ALM’s, onderhoud rwzi’s en Samenwerking afvalwaterketen), Duurzaamheid, Innovatie, Koersdocument, Omgeving (inclusief invoering Omgevingswet), Waterschapsverordening en Omgevingsvisie. Zij was de 2e loco-dijkgraaf. Op 28 juni 2023 kwam er een nieuw college van dijkgraaf en heemraden en stopte zij als heemraad. Ze stond op plek 16 van de kandidatenlijst van D66 voor de Eerste Kamerverkiezingen van 2023.

## Gemeente Ouder-Amstel
Van 1 februari tot 19 december 2024 was Geldhof waarnemend burgemeester van Ouder-Amstel. Zij had Algemeen Bestuur, Openbare orde en veiligheid en Coördinatie handhaving in haar portefeuille. Zij vertegenwoordigde Ouder-Amstel bij Veilig Thuis, Duo+ en de MRA.

## Nevenfuncties
Geldhof is lid van de raad van toezicht van Stichting Zandvoort Beyond, die nevenactiviteiten organiseert tijdens de Grand Prix Formule 1 van Nederland.

## Persoonlijk
Geldhof woont samen en heeft twee zoons.